# مائوری چایکین
مائوری چایکین (به انگلیسی: Maury Chaykin) (زاده ۲۷ ژوئیه ۱۹۴۹- درگذشته ۲۷ ژوئیه ۲۰۱۰) بازیگر آمریکایی بود.
از فیلم‌های معروف او می‌توان به بازی در فیلم تله گذاری و آقای سرنوشت، قهرمان، شیطان در لباس آبی، معما، آلاسکا، جزیره کاتروت، جایی که قلب آنجاست، کامیلا، پول برای هیچ، مالک ماهونی، بگذار شیطان سیاه بپوشد، جری و تام، ویلبی شگفت‌انگیز، قهرمانان بی‌بندوبار و گروگان اشاره کرد.